# Liste der Landtagswahlkreise in Mecklenburg-Vorpommern 1990
Die Liste der Landtagswahlkreise in Mecklenburg-Vorpommern 1990 enthält alle Wahlkreise für die ersten Landtagswahlen in Mecklenburg-Vorpommern  nach der Wiedervereinigung am 14. Oktober 1990.
Die Einteilung der Wahlkreise wurde, zusammen mit der der anderen neuen Bundesländer, von der Volkskammer bestimmt. Die Wahlkreise sollten dabei etwa 60.000 Einwohner umfassen, die maximale Abweichung betrug 25 Prozent.
Zur Landtagswahl 1994 wurde die Zahl der Wahlkreise auf 36 erhöht und deren Gebiete der kommunalen Neugliederung angepasst.

## Wahlkreise
Neben den Gebieten sind auch die jeweiligen Gewinner der Direktmandate angegeben. 29 der 33 Wahlkreise konnten von der CDU gewonnen werden, vier von der SPD. Die SPD-Gewinner sind kursiv angegeben.
| Nr. | Name                                     | Gebiet | Direktmandat             |
| --- | ---------------------------------------- | --- | ------------------------ |
| 1   | Grevesmühlen – Gadebusch                 | Landkreis Grevesmühlen Landkreis Gadebusch | Hermann Bollinger        |
| 2   | Wismar, Land – Bützow                    | Landkreis Wismar Landkreis Bützow | Joachim Steinmann        |
| 3   | Wismar                                   | Wismar | Rolf Eggert              |
| 4   | Bad Doberan                              | Landkreis Bad Doberan | Siegfried Zahn           |
| 5   | Hagenow I                                | Landkreis Hagenow: Bantin, Banzin, Belsch, Bennin, Besitz, Bobzin, Boizenburg/Elbe, Brahlstorf, Bresegard, Camin, Dellien, Dersenow, Dodow, Gallin, Garlitz, Gößlow, Gresse, Greven, Groß Krams, Haar, Hagenow, Jessenitz, Kaarßen, Karft, Klein Bengerstorf, Kloddram, Kogel, Körchow, Kuhstorf, Lehsen, Lübtheen, Lüttow, Melkof, Neu Gülze, Neuhaus/Elbe, Nostorf, Pätow, Pritzier, Redefin, Rodenwalde, Rögnitz, Schwanheide, Setzin, Stapel, Strohkirchen, Sückau, Sumte, Teldau, Tessin b. Boizenburg, Toddin, Tripkau, Valluhn, Vellahn, Warlitz, Waschow, Wiebendorf, Zarrentin | Hermann Kühne            |
| 6   | Schwerin, Land – Hagenow II              | Landkreis Schwerin Kreis Hagenow: Alt Zachun, Bandenitz, Boddin, Dreilützow, Drönnewitz, Gammelin, Hoort, Hülseburg, Kirch Jesar, Lassahn, Luckwitz, Moraas, Neuhof, Parum, Picher, Tessin b. Wittenburg, Wittenburg | Helmut Nieter            |
| 7   | Schwerin I                               | Schwerin: Lankow, Nordost, Weststadt, Zentrum | Wolfgang Zessin          |
| 8   | Schwerin II                              | Schwerin: Großer Dreesch | Georg Diederich          |
| 9   | Ludwigslust                              | Landkreis Ludwigslust | Paul-Friedrich Leopold   |
| 10  | Parchim – Lübz                           | Landkreis Parchim Landkreis Lübz | Friedrich Täubrich       |
| 11  | Güstrow I                                | Landkreis Güstrow: Alt Kätwin, Bölkow, Bülow, Glasewitz, Groß Schwiesow, Gülzow, Güstrow, Gutow, Hohen Sprenz, Kuhs, Liessow, Lüssow, Mistorf, Prüzen, Recknitz, Sabel, Sarmstorf, Striesdorf, Weitendorf | Christian Gienapp        |
| 12  | Sternberg – Güstrow II                   | Landkreis Sternberg Kreis Güstrow: Bellin, Charlottenthal, Diekhof, Dobbin, Gerdshagen, Groß Ridsenow, Hoppenrade, Krakow am See, Kuchelmiß, Laage, Lalendorf, Langhagen, Linstow, Lohmen, Mamerow, Plaaz, Pölitz, Reimershagen, Vietgest, Wardow, Wattmannshagen, Zehna | Achim Kunze              |
| 13  | Rostock I                                | Rostock: Groß Klein, Lichtenhagen, Warnemünde | Reinhardt Thomas         |
| 14  | Rostock II                               | Rostock: Evershagen, Lütten Klein, Schmarl | Wolfgang Schulz          |
| 15  | Rostock III                              | Rostock: Hansaviertel, Kröpeliner Tor-Vorstadt, Reutershagen, Südstadt | Harald Ringstorff        |
| 16  | Rostock IV                               | Rostock: Brinkmannsdorf, Dierkow, Gehlsdorf, Nordost, Stadtmitte, Toitenwinkel | Hans-Joachim Kalendrusch |
| 17  | Rostock, Land – Ribnitz-Damgarten II     | Landkreis Rostock Landkreis Ribnitz-Damgarten: Ahrenshoop, Allerstorf, Bad Sülze, Bartelshagen I b. Ribnitz-D., Böhlendorf, Breesen, Brünkendorf, Carlsruhe, Dettmannsdorf, Dierhagen, Dudendorf, Gresenhorst, Klockenhagen, Kuhlrade, Langsdorf, Marlow, Petersdorf, Schulenberg, Wustrow | Jürgen Leiblein          |
| 18  | Ribnitz-Damgarten I                      | Landkreis Ribnitz-Damgarten: Ahrenshagen, Bartelshagen II b. Barth, Barth, Born a. Darß, Daskow, Divitz, Eixen, Fuhlendorf, Kavelsdorf, Kenz, Küstrow, Löbnitz, Lüdershagen, Prerow, Pruchten, Ravenhorst, Ribnitz-Damgarten, Saal, Schlemmin, Semlow, Spoldershagen, Trinwillershagen, Wieck a. Darß, Zingst | Eckhardt Rehberg         |
| 19  | Malchin – Teterow                        | Landkreis Malchin Landkreis Teterow | Thomas Brick             |
| 20  | Grimmen – Stralsund II                   | Landkreis Grimmen Landkreis Stralsund Stralsund: Andershof, Devin | Dieter Quaas             |
| 21  | Stralsund I                              | Stralsund ohne Andershof und Devin | Waldemar Büttner         |
| 22  | Rügen I                                  | Landkreis Rügen: Altefähr, Bergen, Dreschvitz, Gager, Garz, Gingst, Groß Schoritz, Gustow, Hiddensee, Karnitz, Kasnewitz, Parchtitz, Patzig, Poseritz, Putbus, Rambin, Samtens, Schaprode, Sehlen, Thesenvitz, Trent, Ummanz/Insel, Zudar | Heide Großnick           |
| 23  | Rügen II                                 | Landkreis Rügen: Altenkirchen, Baabe, Binz, Breege, Buschvitz, Dranske, Glowe, Göhren, Kluis, Lancken-Granitz, Lietzow, Lohme, Middelhagen, Neuenkirchen, Putgarten, Ralswiek, Rappin, Sagard, Saßnitz, Sellin, Thiessow, Wiek, Zirkow | Frieder Jelen            |
| 24  | Greifswald                               | Greifswald | Alfred Gomolka           |
| 25  | Greifswald, Land – Demmin                | Landkreis Greifswald Landkreis Demmin | Norbert Buske            |
| 26  | Wolgast                                  | Landkreis Wolgast | Wolfgang Riemann         |
| 27  | Waren – Röbel                            | Landkreis Waren Landkreis Röbel/Müritz | Jürgen Seidel            |
| 28  | Neubrandenburg, Land – Neubrandenburg II | Landkreis Neubrandenburg Neubrandenburg: Wohnbezirke 2, 7, 8, 11, 30–34, 41, 42, 45–49 | Heinrich Schlingmann     |
| 29  | Neubrandenburg I                         | Neubrandenburg: Wohnbezirke 1, 3–6, 9, 10, 12–29, 35–40, 43, 44 | Rainer Prachtl           |
| 30  | Anklam – Altentreptow                    | Landkreis Anklam Landkreis Altentreptow | Burghardt Arndorfer      |
| 31  | Ueckermünde                              | Landkreis Ueckermünde | Friedbert Grams          |
| 32  | Neustrelitz                              | Landkreis Neustrelitz | Lorenz Caffier           |
| 33  | Pasewalk – Strasburg                     | Landkreis Pasewalk Landkreis Strasburg | Martin Brick             |